# Mei 1933
| Deze maand                                                                                             |
| --- |
| - Boekverbrandingen in Duitsland - Spanningen tussen Duitsland en Oostenrijk - Wapenstilstand in China |

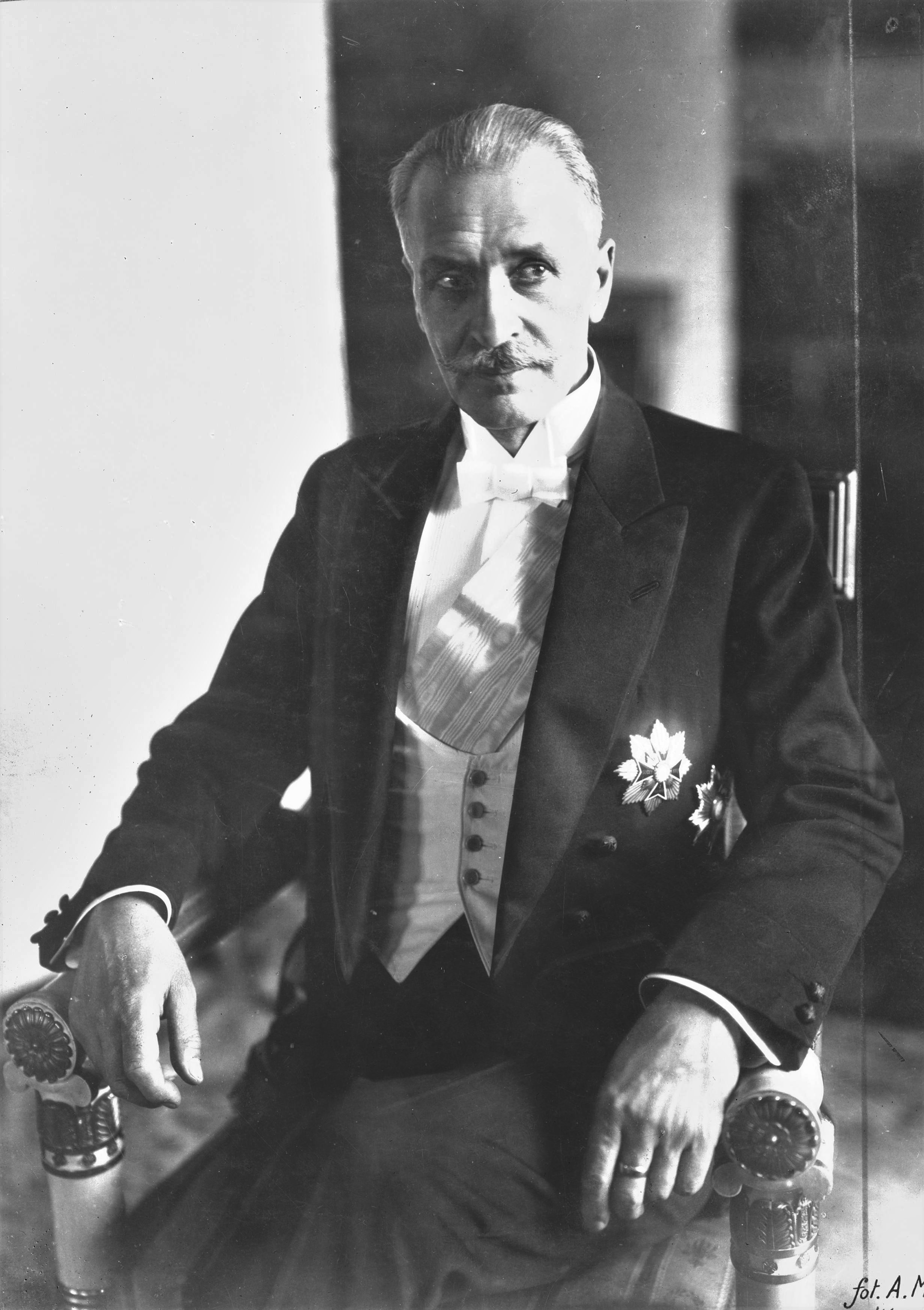
Ignacy Mościcki

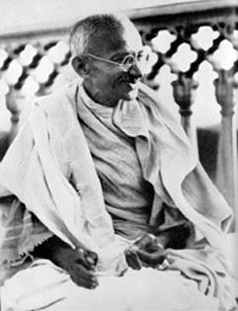
Mahatma Gandhi

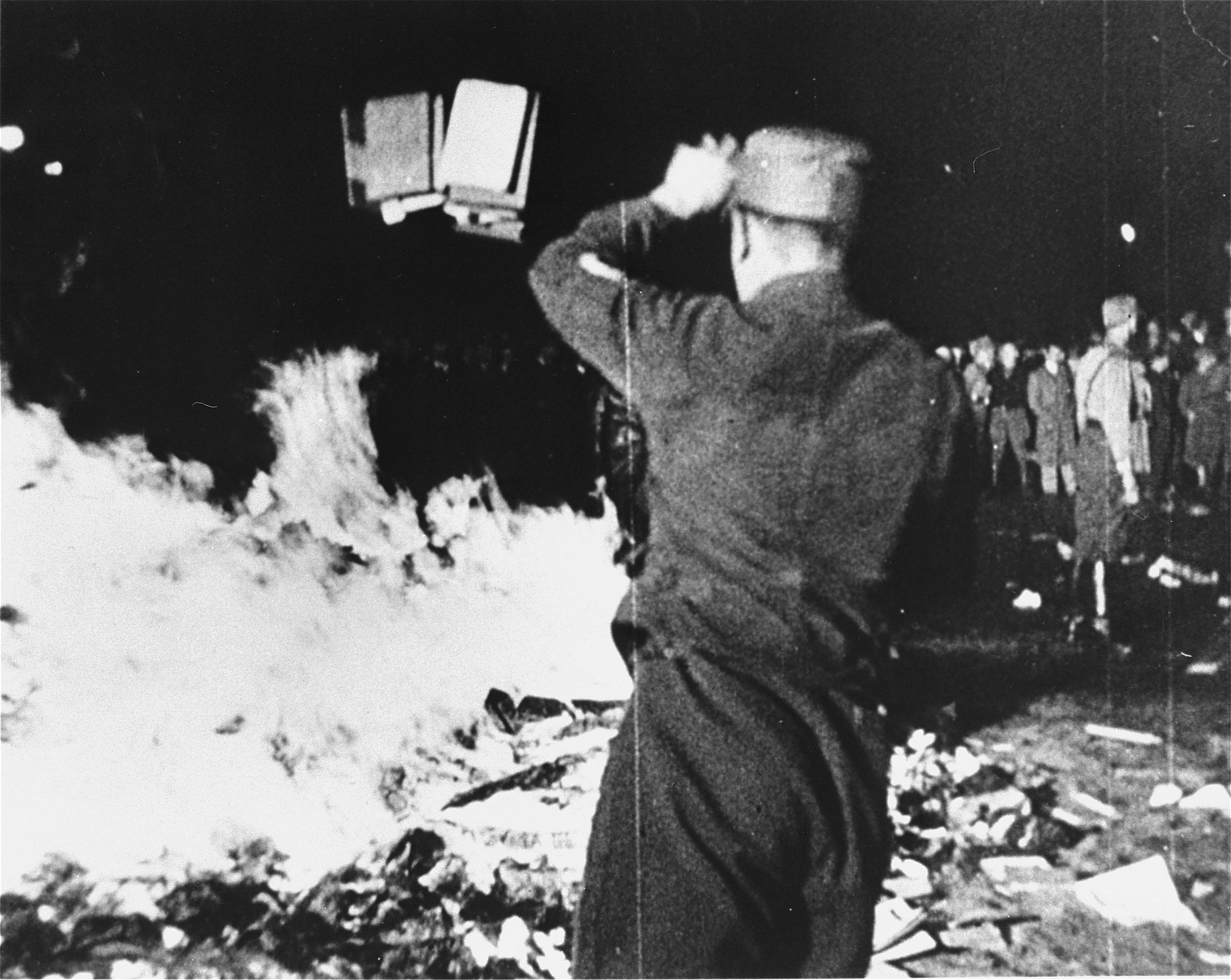
boekverbranding in Berlijn

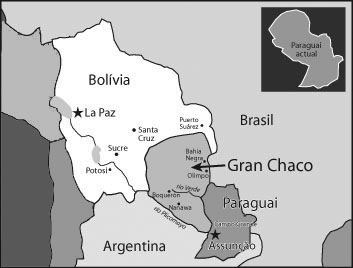
betwist gebied in de Chaco-oorlog

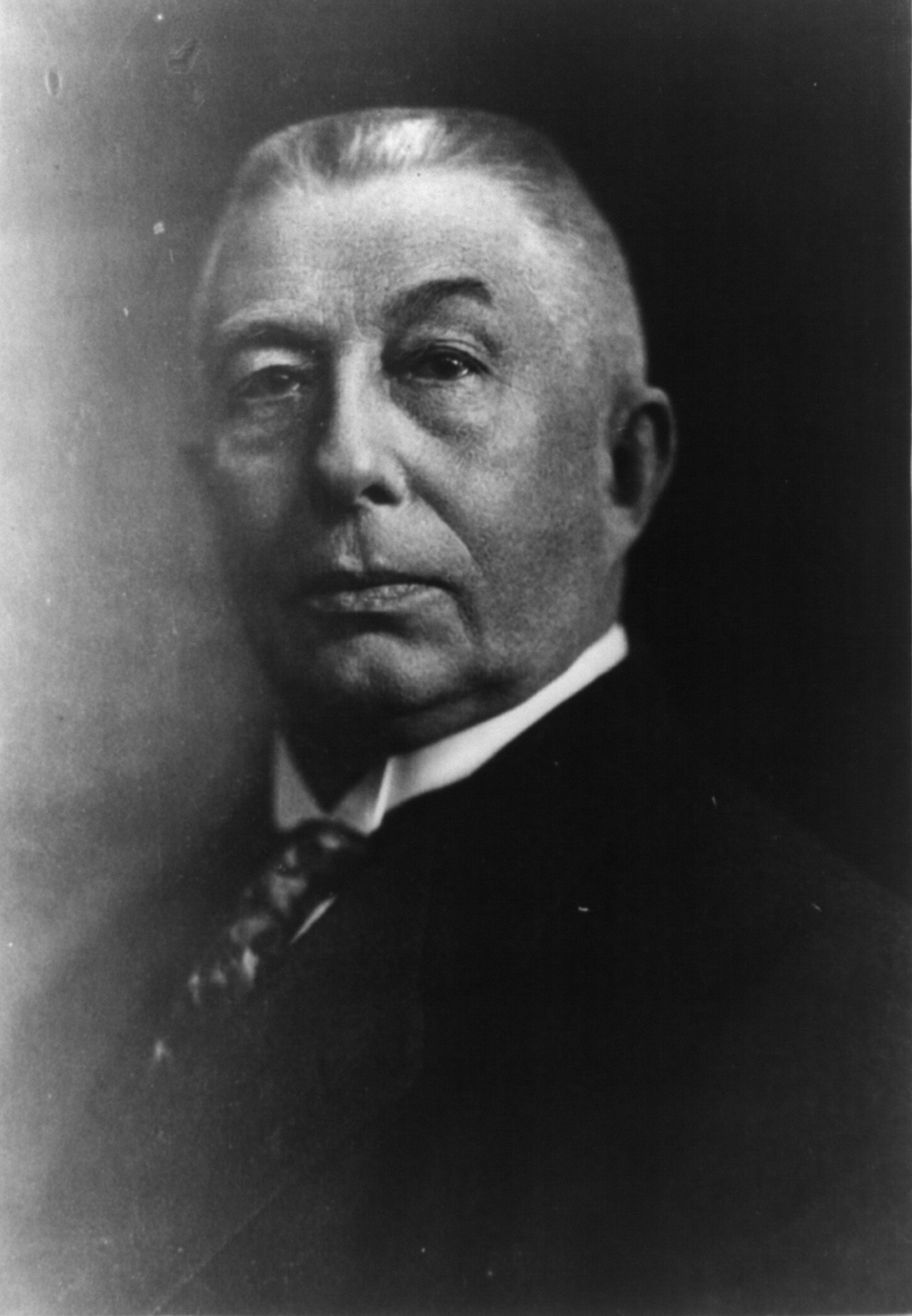
Hendrikus Colijn

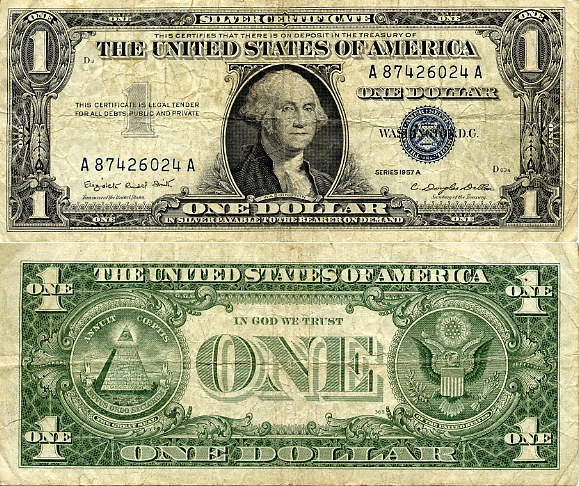
de dollar

De volgende gebeurtenissen speelden zich af in mei 1933.
Sommige gebeurtenissen kunnen één of meer dagen te laat zijn vermeld doordat ze soms op de datum staan aangegeven waarop ze bekend zijn geworden in plaats van de datum waarop ze werkelijk hebben plaatsvonden.
- 1: Óscar R. Benavides vervangt de vermoorde Luis Miguel Sánchez Cerro als president van Peru.
- 1: In het conflict tussen Perzië en het Verenigd Koninkrijk betreffende de concessie van de Anglo-Persian Oil Company lijkt een akkoord te zijn bereikt.
- 2: Nog eens 27 Pruisische professoren worden ontslagen omdat zij van Joodse afkomst zijn.
- 2: Alle vakbondsgebouwen in Duitsland worden bezet.
- 2: De Deutschnationale Volkspartei doopt zich om tot Deutschnationale Front.
- 3: Het Ierse parlement neemt de wet aan waarin de eed van trouw aan de Engelse koning wordt afgeschaft.
- 4: Alle Duitse vakbonden worden 'gelijkgeschakeld' en onder de NSDAP geplaatst.
- 4: In Oostenrijk worden acties ondernomen tegen een gevreesde Duitsgezinde nationaalsocialistische staatsgreep.
- 4: De nieuwe Nederlandse kieswet, met daarin een nieuwe (voor de grote partijen gunstigere) verdelingsmethode voor de restzetels, wordt in de Eerste Kamer aangenomen.
- 8: In het Saargebied wordt het dragen van SA-uniformen verboden.
- 9: Ignacy Mościcki wordt gekozen tot president van Polen.
- 9: In Spanje organiseren de syndicalisten een grootschalige staking tegen de onderdrukking van de arbeidersbeweging. Ook vinden op diverse plaatsen in het land sabotage-acties plaats.
- 10: De bontveiling in Leipzig wordt op grote schaal geboycot door de grotendeels joodse bonthandelaren. In plaats daarvan vindt een ongekend grote bontveiling plaats in Londen.
- 10: Het Amerikaanse marinebudget wordt met 10% gekort. Dit leidt tot ontslagen en het zonder bemanning in havens houden van schepen.
- 10: De vastende Mahatma Gandhi wordt om gezondheidsredenen uit de gevangenis vrijgelaten.
- 10: De Griekse ex-president Eleftherios Venizelos wordt in staat van beschuldiging gesteld wegens zijn betrokkenheid bij de staatsgreep van Nikolaos Plastiras.
- 10: In Berlijn en andere Duitse steden worden boeken van communistische, joodse en andere de nationaalsocialisten niet welgevallige schrijvers verbrand.
- 10: Paraguay verklaart Bolivia officieel de oorlog (zie Chaco-oorlog).
- 11: Alle bezittingen van de SPD worden in beslag genomen.
- 12: Diverse Oostenrijkse ministers treden af en worden vervangen.
- 13: De Sovjet-Unie trekt troepen bijeen nabij de grens met Mantsjoerije.
- 13: Joodse geloofsgemeenschappen in Duitsland komen niet meer in aanmerking voor subsidie.
- 13: De bezittingen van alle Duitse vakbonden worden in beslag genomen.
- 13: Een aantal vooraanstaande Duitse nationaalsocialisten bezoekt Oostenrijk, waar hen te kennen wordt gegeven dat hun bezoek ongewenst is.
- 15: Duitsland protesteert bij Oostenrijk tegen de behandeling van de Duitse bezoekers op 13 mei. Hiermee begint een periode van gespannen relaties tussen beide landen.
- 16: De Belgische regering krijgt volmachten op het gebied van de financiële en economische politiek.
- 17: In de Verenigde Staten wordt de Farmwet van kracht. Deze maakt subsidie aan noodlijdende boeren mogelijk en geeft de president volmachten om de inflatie en de economische crisis te beteugelen.
- 17: China vraagt Japan om een wapenstilstand, maar dit wordt geweigerd.
- 17: Léon Blum wordt herkozen als fractievoorzitter van de sociaaldemocraten in Frankrijk.
- 18: In Oostenrijk worden acties ondernomen tegen de nationaalsocialisten
- 18: De gemeenteraad van Rotterdam besluit tot de aanleg van een tunnel onder de Maas, tussen de Parkkade en Charlois, zie Maastunnel.
- 20: Het door Mussolini voorgestelde Viermogendhedenpact voor de vrede van Duitsland, het Verenigd Koninkrijk, Frankrijk en Italië is in principe door alle vier landen aanvaard.
- 25: China en Japan bereiken een wapenstilstand.
- 25: Colombia en Peru komen tot een vergelijk. Leticia zal door de troepen worden ontruimd en worden bestuurd door een commissie van de Volkenbond.
- 26: In Nederland treedt het 'crisiskabinet' Colijn II aan.
- 27: In Chicago wordt de wereldtentoonstelling geopend.
- 29: De Duitse regering bepaalt dat elke Duitser die naar Oostenrijk reist 1000 mark voor een visum moet betalen, en legt daarmee de contacten tussen beide landen vrijwel stil.
- 29: Bij verkiezingen voor de Volkstag in Danzig behalen de nationaalsocialisten een absolute meerderheid van 38 van de 72 zetels.
- 30: De Volkenbondsraad bespreekt een klacht betreffende de behandeling van de Joodse minderheid in Opper-Silezië.
- 31: In de Verenigde Staten regelt een wet het verlaten van de Gouden Standaard. Papieren dollars zijn nu wettig betaalmiddel.
- 31: Japan en China tekenen een wapenstilstandsverdrag. Het gebied van de Chinese Muur tot aan Peking wordt gedemilitariseerd.
- 31: In Duitsland wordt 1 miljard rijksmark uitgetrokken voor projecten ten dienste van de werkverschaffing.

<< · januari · februari · maart · april · mei · juni · juli · augustus · september · oktober · november · december · >>